# ロベナコキシブ
ロベナコキシブ（英：Robenacoxib）はオンシオールの商品名で販売されており、イヌやネコの疼痛、炎症の緩和のために獣医療で使用されている非ステロイド性抗炎症薬（NSAID）である。COX-2阻害剤（coxib）である。